# Casonas de Avenida República

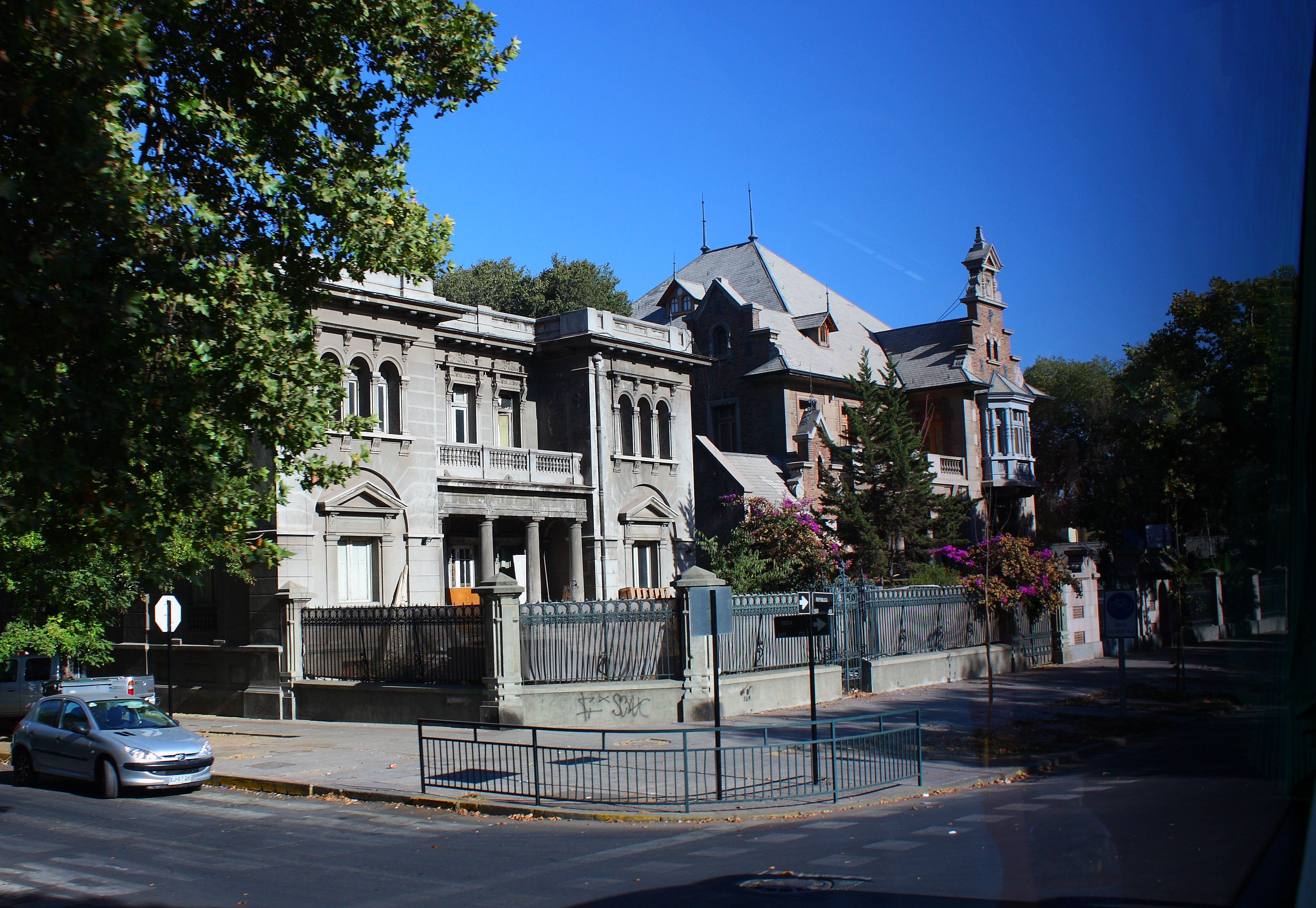
Casonas de Avenida República esquina calle Toesca. La casona de la derecha es el Palacio Heiremans.

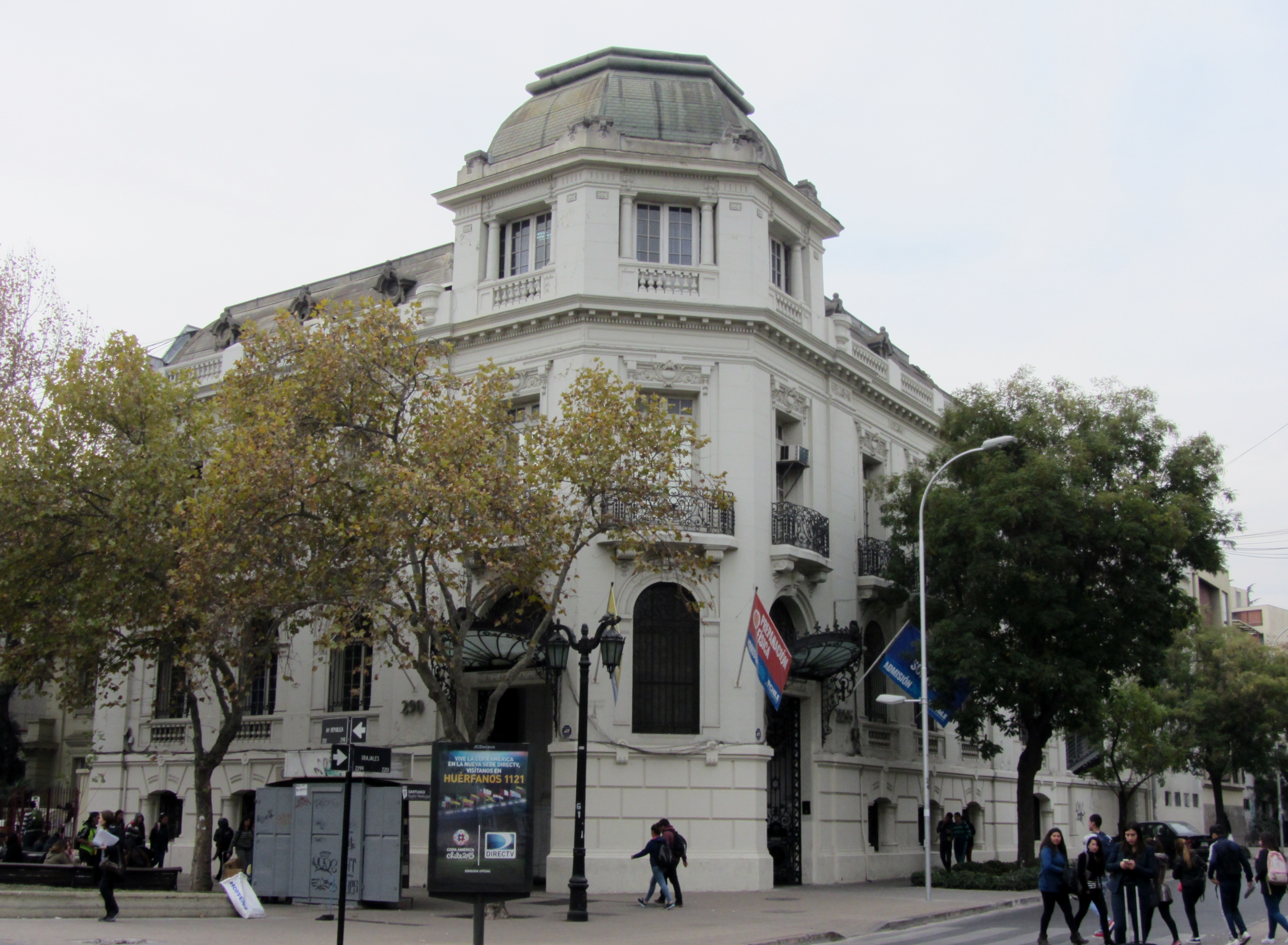
Palacio Herquíñigo, ubicado en Av. República esquina Grajales.

Las Casonas de Avenida República son un conjunto de mansiones construidas durante la segunda mitad del siglo XIX en el Barrio República, parte del casco antiguo de Santiago, en el sector delimitado al norte por la Alameda, Ejército al este, Blanco Encalada al sur y Avenida España al oeste.
El Ministerio de Educación de Chile declaró Zona Típica tres cuadras comprendidas entre la Avenida República y la Avenida España, entre las calles Grajales por el norte y Gay por el sur, mediante decreto supremo Nº 780 del 10 de diciembre de 1992, por constituir «conjuntos urbanos armónicos y forman una unidad especial, donde se destaca la riqueza arquitectónica individual y la existencia de la mayor densidad de inmuebles de gran valor arquitectónico». La protección fue ampliada a la cuadra comprendida entre las mismas avenidas, y las calles Sazié por el norte y Grajales por el sur, por decreto supremo Nº 875 del 30 de diciembre del mismo año. Entre las casonas comprendidas en el área de zona típica están el Palacio Heiremans y el  Palacio Herquíñigo. A pocos metros de esa zona, en la esquina de Avenida República con la calle Domeyko, se encuentra la casona que perteneció al jurista Arturo Alessandri Rodríguez, el hijo mayor del presidente Arturo Alessandri Palma.
En la actualidad son utilizadas en su mayoría como sedes de diversas instituciones educativas, como las universidades Andrés Bello y Diego Portales, centros de formación técnica y preuniversitarios, además de otras instituciones, como la Fundación Salvador Allende.